# Diplotaxodon greenwoodi
Diplotaxodon greenwoodi är en fiskart som beskrevs av Stauffer och Mckaye, 1986. Diplotaxodon greenwoodi ingår i släktet Diplotaxodon och familjen Cichlidae. IUCN kategoriserar arten globalt som livskraftig. Inga underarter finns listade i Catalogue of Life.